# Macquaria novemaculeata
Cá vược Úc (Danh pháp khoa học: Macquaria novemaculeata) là một loài cá trong họ cá lù đù (Sciaenidae) thuộc bộ cá vược, chúng còn được xếp là một thành viên của họ Percichthyidae và chi Macquaria.

## Đặc điểm
Chúng là loài cá bản địa có kích thước trung bình, chủ yếu là nước ngọt được tìm thấy ở các con sông và suối ven biển dọc theo bờ biển phía đông của Úc. Họ. Cá vược Úc là một loài bản địa có tính cách mạnh mẽ. Chúng là một thành viên quan trọng của các hệ động vật bản địa được tìm thấy ở các hệ thống bờ biển phía đông và một loài cá cảnh cực kỳ phổ biến. Loài này chỉ đơn giản được gọi là cá rô trong hầu hết các con sông ven biển, nơi nó bị bắt cho đến những năm 1960, khi cái tên cá vược Úc bắt đầu nổi tiếng.
Cá vược Úc được tìm thấy trong các con sông và suối ven biển từ mũi Wilsons ở Victoria xếch về phía đông và bắc dọc theo bờ biển phía đông đến các con sông và các nhánh của khu vực Bundaberg ở trung tâm bang Queensland. Cá vược Úc không được tìm thấy trong hệ thống Murray-Darling bởi vì hệ thống này rộng lớn, chỉ có một lối vào khác nhau ở Nam Đại dương, một đặc trưng có vẻ như không tương thích với các thói quen sinh sản ở cửa sông Úc và các khía cạnh khác của chu kỳ cuộc đời.